# ユニアデックス
ユニアデックス株式会社は、東京都江東区に本社を置く情報通信技術インフラストラクチャの総合サービス企業。BIPROGYグループ。

## 概要
コンピュータハードウェア、ソフトウェア、ネットワークなど、システム基盤の企画、設計、構築から運用、保守サービスまでをマルチベンダー、ワンストップで一貫して提供可能な国内のベンダーである。

## 沿革
- 1997年 - 日本ユニシス株式会社（現・BIPROGY）のネットワーク関連及びオープンサービス事業を引き継ぎ、設立。
- 1999年 - 日本ユニシスから基幹系サポートサービス事業を譲受。
- 2003年 - 日本ユニシスからソフトウェアサービス事業を譲受。
- 2004年
  - 日本ユニシスから設備事業を譲受。
  - O.S.エンジニアリング株式会社を吸収合併。
  - 日本ユニシス情報システムから回線リセール事業を譲受。
- 2006年 - 日本ユニシス情報システム株式会社を吸収合併。
- 2007年 - KDDI株式会社と企業向けICTソリューションサービスに関し包括的業務提携。
- 2008年 - エス・アンド・アイ株式会社の株式を取得し、連結子会社化。その後同社は、2017年に日本ユニシス子会社となった。
- 2014年 - 日本ユニシスの100％子会社であるネットマークスと合併・統合。
- 2015年 - デル製品のパートナーによる自営保守サービスを国内ではじめて提供開始

## 事業
- ICTライフサイクルマネジメントサービス
  - LCM サービス（IT運用管理）
  - ICTレスキューサービス
- ICTインテグレーションサービス
  - ネットワークインテグレーションサービス
  - ストレージインテグレーションサービス
  - サーバインテグレーションサービス
- ICTサポートサービス
  - Linuxアドバンストトータルサービス
  - ICTグローバルサポートサービス
- ICTマネジメントサービス
  - セキュリティー監視／不正アクセス監視サービス
- ICTファシリティーサービス
  - 通信サービス

- インターネット接続サービス
  - U-netSURF高速モバイルサービス【JetSURF】
- ホスティングサービス
  - Web ホスティングサービス【名前deWEB】
  - 汎用JPドメイン管理／メール・Webホスティング【まいどっとJP】
  - メールアウトソーシング【スパークメール】
  - メール保存【メールアーカイブサービス】
  - ウイルスメール対策【メール安心ゲートウェイサービス】
- SaaS/ASPサービス
  - オンラインストレージ【AirTriQドリームキャビネット】
  - 情報共有基盤サービス【NeXtCommons】

## 事業所
- 本社 - 東京都江東区豊洲1-1-1

- 支店
  - 関西支店 - 大阪府大阪市北区大深町3-1　グランフロント大阪　タワーB　ユニアデックスフロア26F
  - 中部支店 - 愛知県名古屋市中区栄1-3-3　朝日会館
  - 九州支店 - 福岡県福岡市博多区博多駅前1-1-1　博多新三井ビル

- 営業所
  - 北海道営業所 - 北海道札幌市北区北8条西3丁目32番 8・3スクエア北ビル
  - 東北営業所 - 宮城県仙台市青葉区一番町4-1-25　東二番丁スクエアビル
  - 新潟営業所 - 新潟県新潟市東大通1-2-25　北越第一ビルディング
  - 首都圏第一営業所 - 神奈川県横浜市中区本町2-22　日本生命横浜本町ビル
  - 首都圏第二営業所 - 埼玉県さいたま市大宮区宮町2-35　大宮MTビル
  - 長野営業所 - 長野県長野市西後町1597-1 長野朝日八十二ビル
  - 北陸営業所 - 石川県金沢市上堤町1-12　金沢南町ビル
  - 静岡営業所 - 静岡県静岡市葵区黒金町11-7　三井生命静岡駅前ビル
  - 中国営業所 - 広島県広島市中区大手町2-7-10　広島三井ビルディング

- マネージドサービスセンター
  - 東京都江東区東雲1-7-12 KDX豊洲グランスクエア

- その他

保守サービス拠点　国内約180カ所
- 海外にも拠点を設けており、日系企業の海外拠点のICTの構築、保守を行っている。

・ヨーロッパ／アフリカ
　オーストリア・ベルギー・デンマーク・フィンランド・フランス・ドイツ・ギリシャ・アイルランド・イタリア・
　オランダ・ノルウェー・スペイン・スウェーデン・スイス・イギリス・ブルガリア・クロアチア・チェコ・ハンガリー・
　ラトビア・マケドニア・ポーランド・ルーマニア・ロシア・スロバキア・スロベニア・バーレーン・キプロス・
　イスラエル・ヨルダン・クウェート・レバノン・オマーン・サウジアラビア・トルコ・アラブ首長国連邦・エチオピア・
　モーリシャス・南アフリカ・ジンバブエ
・アジア／太平洋
　ブルネイ・中国・ホンコン・インド・韓国・マレーシア・パキスタン・フィリピン・シンガポール・台湾・タイ・
　オーストラリア・ニュージーランド
・北米
　アメリカ・カナダ
・中南米
　アルゼンチン・ボリビア・ブラジル・チリ・コロンビア・コスタリカ・エクアドル・グアテマラ・ホンジュラス・
　メキシコ・パナマ・パラグアイ・ペルー・ウルグアイ・ベネズエラ・バルバドス・ジャマイカ・トリニダード

## 主要取扱メーカー
- ハードウェア製品

・シスコシステムズ
・ジュニパーネットワークス
・アラクサラネットワークス
・F5ネットワークス
・ブロケード コミュニケーションズ システムズ
・ノーテルネットワークス
・アライドテレシス
・ヤマハ
・チェック・ポイント・ソフトウェア・テクノロジーズ
・ソリトンシステムズ
・アルバネットワークス
・ブルーコートシステムズ
・IBM
・ヒューレット・パッカード・エンタープライズ (HPE)
・デル
・サン・マイクロシステムズ
・日立製作所
・NetApp
・ドットヒルシステムズ
・Intelligent Digital Integrated Security
・APC
・サンケン
・NTTドコモ（FOMA906iL）
・KDDI（auE02SA）
- ソフトウェア製品

・マイクロソフト
・オラクル
・VMware
・EMC
・シトリックス・システムズ
・NECソフト
・日立製作所
・IBM
・HP
・レッドハット
・ミラクル・リナックス
・ターボリナックス
・バックボーン・ソフトウエア
・シマンテック
・トレンドマイクロ
・エフセキュア
・PFU
・ヌリテレコム
・マラソンテクノロジーズ
・インテリジェントウェイブ
・デジタルアーツ